# Децим Лелій Бальб (консул-суффект 46 року)
Децим Лелій Бальб (лат. Decimus Laelius Balbus) — політик і сенатор часів Римської імперії, консул-суффект 46 року. Делаторій (або ж доносчик) під час Принципату.
Походив з роду Леліїв, син Децима Лелія Бальба, консула 6 року до н. е. Сам Децим Лелій вперше був згаданий, коли в 37 році звинуватив Акутію, колишню дружину Публія Вітеллія Молодшого, у образі величності. Після її засудження, коли сенат проголосував за нагороду Дециму Лелію Бальбу, народний трибун Юніус Отхо наклав на це вето. За словами Тацита, це породило ворожнечу між майбутнім імператором Вітеллієм та Юніусом Отхо, яка закінчилася зрештою вигнанням останнього. Є припущення, що тоді ж був звинувачений разом з відомою своїм розпусним норовом та великою кількістю коханців знатною матроною Альбуциллою та ще декількома римлянами в образі принцепса. Його вивели зі складу сенаторів.
Мабуть, Бальб повернув собі статус сенатора, оскільки згодом з першого липня до серпня чи вересня 46 року був консулом-суффектом разом з ординарним консулом Марком Юнієм Сіланом, хоча є припущення, що це був його син.
У якийсь момент своєї кар'єри Бальб був причетний до відомої судової справи, pro Voluseno Catulo, стосовно Луція Волюсена Катула. Хоча відомо з творів Квінтиліана імена його захисників, серед яких Гней Доміцій Афр, Гай Пассієн Крісп, а також Бальб, нічого невідомо про звинувачення або вирок.
Ймовірно є батьком весталки Лелії, яка померла 62 року.